# جنگجوی جهان گمشده
جنگجوی جهان گمشده (به انگلیسی: Warrior of the Lost World) (همچنین به عنوان سوار دیوانه نیز شناخته می شود) یک فیلم سینمایی ایتالیایی در ژانر فیلم علمی تخیلی و رستاخیزی محصول سال ۱۹۸۳ میلادی است که توسط دیوید ورث کارگردانی و با بازیگری رابرت گینتی ، پرسیس کامباتا و دونالد پلزنس، انیو آنتونلی و پرسیس کامباتا همراه می‌باشد. 